# Meeting de Paris
Meeting de Paris (ранее Meeting Areva и Meeting Gaz de France) — ежегодные легкоатлетические соревнования, которые проходят на стадионе «Себастьен Шарлети» в Париже. С 2000 по 2009 годы соревнования являлись частью Золотой лиги. В настоящее время являются одним из этапов Бриллиантовой лиги. Соревнования впервые прошли в 1999 году, став преемниками легкоатлетических турниров в Париже, которые проходили на стадионах «Огюст Делон» и «Себастьен Шарлети» (Sébastien Charléty) с 1984 года. Одним из главных организаторов был Мишель Зильберман.

## Мировые рекорды
| Год  | Дисциплина             | Рекорд   | Спортсмен         | Гражданство |
| 2023 | Бег на 2 мили          | 7:54,10  | Якоб Ингебригтсен | Норвегия    |
| 2023 | Бег на 3000 метров с/п | 7:52,11  | Ламеха Гирма      | Эфиопия     |
| 2023 | Бег на 5000 метров     | 14:05,20 | Фейт Кипьегон     | Кения       |
| 2024 | Прыжок в высоту        | 2,10 м   | Ярослава Магучих  | Украина     |
| 2024 | Бег на 1500 метров     | 3:49,04  | Фейт Кипьегон     | Кения       |